# Alcolea del Río (kommunhuvudort)
Alcolea del Río är en kommunhuvudort i Spanien.   Den ligger i provinsen Provincia de Sevilla och regionen Andalusien, i den sydvästra delen av landet, 400 km sydväst om huvudstaden Madrid. Alcolea del Río ligger 36 meter över havet och antalet invånare är 3 339.
Terrängen runt Alcolea del Río är huvudsakligen platt, men norrut är den kuperad. Runt Alcolea del Río är det ganska glesbefolkat, med 27 invånare per kvadratkilometer. Närmaste större samhälle är Lora del Río, 13,2 km öster om Alcolea del Río. Trakten runt Alcolea del Río består till största delen av jordbruksmark.